# Kelly Roller
Kelly Roller, nombre artístico de Francisco José Cabrera Martínez (Torremolinos, 21 de julio de 1992), es una drag queen española, conocida por competir en la tercera temporada de Drag Race España.

## Carrera
En 2018 fue entrevistada por la revista especializada en temas LGBT Togayther, en la que ya se la consideraba como un icono LGBT.
El 11 de junio de 2021 lanzó un videoclip versionando la canción «Sonrisa» de Ana Torroja.
El 23 de junio de 2022 presentó el pregón LGTB de Sevilla, en el que María del Monte leyó el manifiesto dónde habló de sus gustos, su orientación sexual y su novia.
A finales de 2022 se presentó como candidata a competir en el Benidorm Fest con la canción «Safari».
En 2023 Kelly Roller se unió a la competencia de telerrealidad Drag Race España en su tercera temporada, que comenzó a emitirse el 16 de abril de 2023. En el tercer episodio Kelly Roller fue posicionada entre las dos peores, lo que la llevó a competir en una batalla de lip sync contra la también concursante Chanel Anorex, consiguiendo la victoria y salvándose de la eliminación. En el cuarto episodio fue nominada una vez más a la eliminación, compitiendo esta vez contra Clover Bish con la canción «Ay mamá» de Rigoberta Bandini. Finalmente Clover Bish resultó la vencedora, y Kelly Roller se convirtió en la cuarta eliminada de la temporada. Kelly volvió una vez más en el séptimo episodio, dedicado a elegir entre las concursantes eliminadas a una concursante que volvería al programa. Finalmente Kelly Roller fue la ganadora del episodio y volvió a ingresar en la competición. En el octavo episodio fue nominada una vez más a la eliminación, permaneciendo en el programa tras ser declarada salvada en una batalla de lip sync contra Bestiah. Kelly Roller permaneció en el noveno episodio, lo que la llevó a ser una de las cuatro finalistas de la temporada.
El 18 de junio de 2023 actuó en las fiestas del Orgullo LGBT de Cullera junto a artistas como Libertad Montero y Drag Shíky.

## Filmografía

### Televisión
| Año  | Título           | Papel     | Notas       |
| ---- | ---------------- | --------- | ----------- |
| 2023 | Drag Race España | Finalista | 8 episodios |
| 2023 | Tras la carrera  | Eliminada | 1 episodio  |

## Discografía

### Sencillos
| Año  | Título                             |
| ---- | ---------------------------------- |
| 2018 | «Ritual»                           |
| 2019 | «Sólo No Te Irás»                  |
| 2020 | «Amor Propio»                      |
| 2020 | «Soy Lo Que Soy»                   |
| 2020 | «Sonrisa»                          |
| 2021 | «Amor Propio (Re-recorded)»        |
| 2021 | «Tu Instagram»                     |
| 2022 | «Dramas y comedias»                |
| 2022 | «Viceversa»                        |
| 2022 | «La esencia de tu voz»             |
| 2023 | «Absolutamente» con Sandra Montiel |
| 2023 | «Power Bottom»                     |